# Lavesmühle
Die Lavesmühle ist ein Baudenkmal in der Gemeinde Wennigsen (Deister). Sie steht in der Ortschaft Bredenbeck auf dem Rittergut der Freiherren Knigge. Es handelt sich um einen im Jahr 1860 errichteten Ersatzbau einer bereits zuvor vorhandenen Mühle mit Rad und Triebwerk. Ihre Bezeichnung erhielt sie, da der hannoversche Hofarchitekt Georg Ludwig Friedrich Laves die gesamte Gutsanlage plante und auch die Pläne zur Errichtung der Mühle entwarf. Gespeist wurde die mittels Wasserkraft betriebene Mühle aus dem Bach der Bredenbecker Beeke, einem Quellfluss der Ihme.